# Jorge Esmoris
Jorge Esmoris (Montevideo, 19 de abril de 1956) es un humorista, actor y murguista uruguayo. Con una carrera prolífica que abarca teatro, murga, cine y televisión, es uno de los actores más reconocidos de su país.

## Biografía
Esmoris nació en Montevideo, en 1956. En 1975 inició su actividad actoral en teatros independientes de la ciudad. En 1981, junto a Fernando Toja, Pedro P. Naranjo y otros, fundó el movimiento Teatro Joven, que agrupaba a diez compañías de teatro independiente.
Dos años después fundó Antimurga BCG de la que fue, durante dos décadas, director y libretista. Allí logró Esmoris uno de sus mayores logros: llevar el teatro a la murga. Debido a esto, la Antimurga BCG fue siempre polémica ya que muchos no la consideraban una verdadera murga. Paralelamente a su carrera como murguista, Esmoris continuó con su carrera actoral en teatro, representando diversas obras. 
En 1998, protagonizó la película El chevrolé, dirigida por Leonardo Ricagni y considerada la primera película de la corriente moderna del cine uruguayo que llevó 60.000 espectadores a las salas locales. Durante la década del 2000 continuó participando en teatro y carnaval. 
En 2004 estrenó el Partido por la Mitad en el Teatro del Notariado. En 2008 la Antimurga BCG presentó el show "La divina comedia humana". 
En 2010 viro hacia la televisión y protagonizó la serie Porque te quiero así, junto a Florencia Peña y al año siguiente, junto a Catherine Fulop. La serie, transmitida por Saeta TV Canal 10, tuvo un éxito notorio. Su trabajo aclamado por la crítica y le permitió mostrar sus dotes como actor y humorista. Ese mismo año la Antimurga BCG cumplió 25 años y Esmoris dirigió el espectáculo del conjunto "Nacidos para perder", donde se aúnan textos teatrales, danza y música. 
En 2011, protagonizó Artigasː La Redota en donde encarnó a José Gervasio Artigas, película dirigida por César Charlone y producida por Televisión Española. La película cuenta las peripecias del caudillo en el exilio, conocido popularmente como La Redota. Esmoris encarnó a un Artigas humano y sensible, claramente distante del héroe dibujado por los historiadores. Ese mismo año participó en la serie de televisión argentina ''Sr y Sra. Camas'' emitida por TV Pública interpretando a Viglietti. 
En 2012 volvió al teatro con el unipersonal Todo bien bo, con el que emprendió una gira por el interior del país, además de presentarse en varias salas de la capital. También protagonizó dos episodios unitarios de la serie Somos, emitida por Saeta TV Canal 10 y basada en una novela de Henry Trujillo. Ese mismo año ganó el Premio Iris de Oro, entregado por la revista Sábado Show del diario El país, por su destacada labor en los medios. 
Al año siguiente protagonizó la película Rincón de Darwin, junto a Jorge Temponi y Carlos Frasca. Ese mismo año la Antimurga BCG presentó su nuevo espectáculo "Polvo de estrellas".
En 2014 escribió, conjuntamente con Laura Falero, el libro Esmoris presidente.
En 2017, volvió a incorporarse a una murga con la dirección artística de la murga Queso magro para su espectáculo Queso magro para Niños.

## Distinciones
- En dos ocasiones fue galardonado con el premio Florencio.[1]
- En el concurso de Carnaval ha sido distinguido como Mejor Figura de Murgas.[1]
- En 2012 gana el Iris de Oro, del diario El País.